# Channelview
Channelview statisztikai település az Amerikai Egyesült Államok Texas államában, Harris megyében. Lakosainak száma 45 688 fő (2020. április 1.).

## Népesség
A település népességének változása:

| 2010 | 38 289 |
| 2020 | 45 688 |